# Gekroesd × puntig fonteinkruid
Gekroesd × puntig fonteinkruid (Potamogeton ×lintonii) is een overblijvende ondergedoken waterplant die behoort tot de fonteinkruidfamilie (Potamogetonaceae). De plant komt van nature voor in Groot-Brittannië, Ierland en Nederland.
Dit fonteinkruid is de steriele hybride tussen gekroesd- en puntig fonteinkruid en staat op vergelijkbare plaatsen waar die beide stamouders ook graag groeien. Nederland valt geheel binnen het Europese deel van de beide stamouders en ze komt zeldzaam verspreid voor door het hele land. Ze heeft de habitus van een weinig krachtig gekroesd fonteinkruid. De rhizomen zijn zwak ontwikkeld en de stengels zijn afgeplat en hebben op een of twee van de bredere zijkanten ervan een ondiepe, overlangse groef. De bladen zijn vlak of iets gekroesd en nagenoeg zonder tandjes langs de bladrand behalve nabij de stompe tot spitse bladtop (meerdere bladen controleren !). De steunblaadjes zijn aan de voet vergroeid en de middennerf wordt aan beide kanten begeleid door holtes die breed beginnen aan de basis van het blad maar snel versmallen tot een nauwe band die zich uitstrekt tot of nabij de bladtop.